# Joseph Powathil
Joseph Powathil (Travancore, 14 agosto 1930 – Changanassery, 18 marzo 2023) è stato un arcivescovo indiano.
Consacrato il 13 febbraio 1972 per mano di papa Paolo VI a soli 41 anni, fu uno dei più giovani vescovi dell'India. Dal 1977 al 1985 fu il primo vescovo dell'Eparchia di Kanjirapally. Dal 1994 al 1998 fu il presidente della Conferenza dei Vescovi dell'India. Studioso di teologia, Powathil è noto per le sue posizioni in materia di liturgia della Chiesa siro-malabarese e di ripristino delle tradizioni orientali. La sua posizione sulla struttura delle tasse dei college autofinanziati era diventata una sfida per il governo dello Stato del Kerala.

## Biografia

### Primi anni
Powathil nacque nella frazione di Kurumbanadom, vicino a Chanaganacherry, nell'India britannica. Frequentò la Holy Family LP School e la St. Peter's UP School, e poi la St. Berchmans' High School di Changanacherry. Quindi, si iscrisse al St. Berchmans' College di Changanacherry per il B.A. in economia e poi al Loyola College di Chennai, dove conseguì l'M.A. in economia.

### Sacerdozio e episcopato
Powathil studiò nel Seminario "San Tommaso" a Changanacherry e nel Seminario Pontificio a Pune. Fu ordinato sacerdote il 3 ottobre 1962. Il 29 gennaio 1972 fu nominato vescovo ausiliare di Changanacherry e vescovo titolare di Cesarea di Filippo, nonostante avesse poca esperienza pastorale, e fu consacrato da papa Paolo VI il 13 febbraio 1972. Il 26 febbraio 1977 fu eretta la nuova eparchia di Kanjirapally, dividendo in due parti l'arcieparchia di Changanacherry. Mons. Powathil vi fu trasferito come primo vescovo. Qui rimase per nove anni. Divenuto arcivescovo, tornò a Changanacherry il 16 novembre 1985, succedendo ad Antony Padiyara.

### Incarichi ricoperti
Fu presidente della Conferenza episcopale dell'India (CBCI) (dal 1994 al 1998), presidente del Consiglio episcopale cattolico del Kerala (dal 1993 al 1996) e presidente della Commissione per l'istruzione della CBCI. Fu membro del Consiglio Sinodale Post-Asiatico a Roma, dal 1998, Presidente della Commissione per l'Educazione della CBCI (dal 1986), fondatore e presidente del Consiglio Inter-ecclesiale per l'Educazione, presidente della Inter Religious Fellowship, membro della Fondazione Pro Oriente a Vienna (dal 1993) e membro della commissione scientifica della pubblicazione internazionale Oasis a Venezia.

### Servizio pastorale
Quando era eparca di Kanjirappaly, fondò la Peerumedu Development Society (P.D.S.) e la Malanadu Development Society (M. D. S.) nel 1977. Il Kuttanadu Vikasana Samithy (KVS) è un altro suo progetto. Come patrono della Changanacherry Social Service Society (CHASS), ha supervisionato numerosi progetti di sviluppo. Grazie alla sua opera, furono istituite molte borse di studio per i cristiani dalit dell'arcidiocesi e per gli studenti poveri e idonei dei corsi professionali.
Nel 1990, Powathil istituì il premio I. C. Chacko per l'eccellenza culturale e letteraria, assegnato al Prof. P. C. Devasia, autore del Kristu Bhagavathom in lingua sanscrita. Un'altra iniziativa fu il Centro per la ricerca archeologica cristiana indiana (CICAR). Per promuovere la lettura, Powathil creò il Dipartimento per l'apostolato del libro, che organizza ogni anno, in ottobre, il Changanacherry Pusthaka Mela.
Nel 1972 fondò il Movimento giovanile diocesano chiamato "Yuvadeepti", che divenne il Movimento giovanile cattolico del Kerala (KCYM).
Fu il primo presidente della Commissione giovanile del Consiglio episcopale cattolico del Kerala. Inoltre, avviò l'apostolato per gli anziani, l'apostolato per gli emigranti e l'apostolato per i turisti nell'arcidiocesi. Fu a capo del CANA, la sezione indiana (a Thuruthy) dell'Istituto Papa Giovanni Paolo II per gli studi sul matrimonio e la famiglia, che ha sede a Roma.

## Genealogia episcopale e successione apostolica
La genealogia episcopale è:
- Cardinale Scipione Rebiba
- Cardinale Giulio Antonio Santori
- Cardinale Girolamo Bernerio, O.P.
- Arcivescovo Galeazzo Sanvitale
- Cardinale Ludovico Ludovisi
- Cardinale Luigi Caetani
- Cardinale Ulderico Carpegna
- Cardinale Paluzzo Paluzzi Altieri degli Albertoni
- Papa Benedetto XIII
- Papa Benedetto XIV
- Papa Clemente XIII
- Cardinale Marcantonio Colonna
- Cardinale Giacinto Sigismondo Gerdil, B.
- Cardinale Giulio Maria della Somaglia
- Cardinale Carlo Odescalchi, S.I.
- Cardinale Costantino Patrizi Naro
- Cardinale Lucido Maria Parocchi
- Papa Pio X
- Papa Benedetto XV
- Papa Pio XII
- Cardinale Eugène Tisserant
- Papa Paolo VI
- Arcivescovo Joseph Powathil

La successione apostolica è:
- Vescovo Mathew Vattackuzhy (1987)
- Cardinale George Alencherry (1997)
- Arcivescovo George Kocherry (2000)
- Vescovo Mathew Arackal (2001)
- Arcivescovo Joseph Perumthottam (2002)
- Vescovo Joseph Kallarangatt (2004)